# Novakivka, Mala Vîska
Novakivka (în ucraineană Новаківка) este un sat în comuna Zlînka din raionul Mala Vîska, regiunea Kirovohrad, Ucraina.

## Demografie
Componența lingvistică a localității Novakivka
     Ucraineană (100%)
Conform recensământului din 2001, toată populația localității Novakivka era vorbitoare de ucraineană (100%).